# Schwabenbach (Floßbach)
Der Schwabenbach ist ein knapp 18 km langes Gewässer III. Ordnung in der Pfalz (Rheinland-Pfalz). Als linker Zufluss des Floßbachs entwässert er über diesen und die Isenach indirekt in den Rhein.
Von kommunaler Seite ist für die Betreuung des Schwabenbachs der Gewässer-Zweckverband Isenach-Eckbach zuständig.

## Geographie

### Verlauf
Der Schwabenbach entspringt auf einer Höhe von 342 m ü. NHN im mittleren Pfälzerwald auf Bad Dürkheimer Waldgemarkung im Hammelstal, einem Hochtal zwischen dem Becherskopf (522 m) im Nordwesten und dem Seekopf (532 m) im Südosten. Nach etwa 700 m empfängt er an der Becherbrücke seinen ersten linken Zufluss, den Bach von der Steinquelle, der etwas über 500 m lang ist.
Der Schwabenbach bezieht anschließend den von links kommenden Bach am Hammelsbrunnen, den von rechts einmündenden Bach aus der Moosdell, das Wasser der drei Stauteiche der Betzenquelle sowie den ebenfalls von rechts einmündenden Bach vom Weißen Stein in seinen Lauf ein. Dann folgt er ostwärts dem Poppental, wo ihm noch von rechts der Bach aus den Geislöchern zufließt, bis zur Haardt, dem Ostrand des Pfälzerwalds. Dort durchquert er die westliche Bruchzone des Oberrheingrabens und wechselt aus dem Mittelgebirge in die Oberrheinische Tiefebene. 
Teilweise verrohrt passiert der Schwabenbach das Wohngebiet von Wachenheim und danach, wieder offengelegt, im Bereich eines Regenrückhaltebeckens die dortige aus der Römerzeit stammende Villa rustica. Im Bereich der Burgstraße von  Friedelsheim lieferte der Bachlauf im Mittelalter das Wasser für den Verteidigungsgraben einer Niederungsburg. Heute ist der Bach Namenspate von Schwabenbachweiher und Schwabenbachhalle. In Gönnheim floss der Schwabenbach früher durch das heutige Naturdenkmal Kühweiher und versorgte es mit Frischwasser. Weil der Bach zunehmend ungeklärte Abwässer mitführte und zudem starken Laubeintrag bewirkte, verlandete der Weiher mehr und mehr. Deshalb wird der Schwabenbach heute direkt südlich am Kühweiher vorbeigeführt und ist von ihm durch eine Schwelle getrennt. Lediglich bei starkem Hochwasser entwässert der Bach noch heute teilweise in die Reste des Kühweihers.
Östlich des Wohngebiets von Fußgönheim überquert der Schwabenbach zunächst den von Süd nach Nord verlaufenden Bewässerungsgraben Erlenbach und mündet schließlich auf 95 m Höhe von links in den Floßbach, der seinerseits zwischen Lambsheim und Eppstein die Isenach erreicht, einen linken Nebenfluss des Rheins.
Der knapp 18 km lange Lauf Schwabenbachs endet ungefähr 247 Höhenmeter unterhalb seiner Quelle, er hat somit ein mittleres Sohlgefälle von etwa 14 ‰.

### Zuflüsse
Der Schwabenbach hat im Pfälzerwald etliche kurze Zuflüsse. Die wichtigsten sind:
- (Bach von der) Steinquelle (links), 0,5 km und 0,59 km²
- (Bach von der) Brunnenquelle (links), auch Bach am Hammelsbrunnen, 0,6 km und 0,93 km²
- (Bach aus der) Moosdell (rechts), 0,3 km und ca. 0,80 km²[5]
- Bach vom Weißen Stein (rechts), 0,5 km und 0,34 km²
- Bach aus den Geislöchern (rechts), 0,6 km und 0,30 km²[5]

### Ortschaften
(von der Quelle zur Mündung)
- Bad Dürkheim
- Wachenheim an der Weinstraße
- Friedelsheim
- Gönnheim
- Fußgönheim

## Hydrologie
Der Oberlauf des Schwabenbachs und seine Zuflüsse führen im Allgemeinen wenig Wasser, was in amtlichen Kartenwerken meist durch Strichelung der Lauflinien markiert ist. Verstärkt wird die Wasserführung hauptsächlich durch zahlreiche laufnahe Quellen, vor allem die wasserreiche Betzenquelle, die am linken Hang nur etwa 20 m oberhalb des Bachs entspringt.
Am Mittel- und Unterlauf nimmt der Schwabenbach das Oberflächenwasser rasch auf, das ihm bei Starkregen von großen Weinbergsflächen zufließt, die leicht zum Bachlauf geneigt sind. Deshalb kann es bei entsprechenden Wetterlagen speziell in den Dorfzentren von Friedelsheim und Gönnheim zu Überschwemmungen kommen. Früher diente vor allem der Bereich des Friedelsheimer Fußballplatzes, der in unmittelbarer Nähe des Schwabenbachs liegt, als eine Art inoffizielles Regenrückhaltebecken. In den vergangenen Jahrzehnten wurden jedoch entlang des Bachlaufs bauliche Maßnahmen zur Regenrückhaltung durchgeführt.